# Nerisyrenia
Nerisyrenia es un género de fanerógamas perteneciente a la familia Brassicaceae. Comprende 11 especies descritas y de estas, solo 7 aceptadas.

## Taxonomía
El género fue descrito por Edward Lee Greene y publicado en Pittonia 4(23): 225. 1900.

## Especies aceptadas
A continuación se brinda un listado de las especies del género Nerisyrenia aceptadas hasta julio de 2014, ordenadas alfabéticamente. Para cada una se indica el nombre binomial seguido del autor, abreviado según las convenciones y usos.
- Nerisyrenia baconiana B.L. Turner
- Nerisyrenia camporum
- Nerisyrenia castillonii Rollins
- Nerisyrenia gracilis
- Nerisyrenia incana  Rollins
- Nerisyrenia johnstonii
- Nerisyrenia linearifolia